# Armin Sandbichler
Armin Sandbichler (* 22. Januar 1985 in Schwaz) ist ein ehemaliger österreichischer Tennisspieler.

## Karriere
Sandbichler spielte zwischen 2000 und 2003 ca. 70 Matches auf der ITF Junior Tour. An Grand-Slam-Turnieren nahm er nicht teil, aber er gewann ein Turnier der Kategorie B1. In der Junioren-Rangliste erreichte er mit Platz 91 im Einzel und Rang 43 im Doppel seine höchste Notierungen.
Bei den Profis spielte Sandbichler ab 2005 regelmäßig. Auf der drittklassigen ITF Future Tour erreichte er in diesem Jahr sein erstes Endspiel und er beendete sein erstes Profijahr in den Top 700 der Weltrangliste. 2006 gewann er den ersten Einzeltitel und 2007 stieg er auf Platz 421, sein Karrierehoch. Sandbichler schaffte es nie sich oberhalb der Futures durchzusetzen, bei Turnieren der ATP Challenger Tour kam er nie über die zweite Runde hinaus. 2008 gewann er seinen zweiten Future-Titel im Einzel, im Doppel kamen noch fünf weitere Titel hinzu, die ihn Mitte 2008 bis auf Platz 345 führten. Größter Erfolg im Doppel war der Finaleinzug beim Challenger in Freudenstadt. Auf der höchsten Tourebene, der ATP Tour spielte Sandbichler dank einer Wildcard nur jeweils einmal: im Einzel 2006 in Kitzbühel und im Doppel 2008 in Pörtschach. Beide Matches gingen zum Auftakt verloren. Nach weiterhin ausbleibenden größeren Erfolgen beendete Sandbichler 2009 seine Karriere.
In der Tennis-Bundesliga spielte Sandbichler von 2006 bis 2013 für den TC Amberg am Schanzl. Mit der Mannschaft stieg er 2008 aus der 2. Tennis-Bundesliga und 2012 wieder ab.